# Paul Gray (muzician american)
Paul Dedrick Gray (n. 8 aprilie 1972, Los Angeles, California, SUA – d. 24 mai 2010, Urbandale, Iowa, SUA), cunoscut și ca The Pig sau  #2, a fost un muzician american, cunoscut mai ales ca basist și membru fondator al formației metal premiată cu Grammy, Slipknot.

## Discografie
| Cu Slipknot - 1996: Mate. Feed. Kill. Repeat. - 1999: Slipknot - 2001: Iowa - 2004: Vol. 3: (The Subliminal Verses) - 2005: 9.0: Live - 2008: All Hope Is Gone - 2012: Antennas to Hell (postmortem) Alte apariții - 2005: The All-Star Sessions (Roadrunner United) - 2007: Worse Than a Fairy Tale (Drop Dead, Gorgeous) - 2008: "Last Stop: Crappy Town" (Reggie And The Full Effect) - 2009: "Annual Assault" (Roadrunner Records) |

## Viața Personală
A fost originar din Los Angeles.
În 2008 s-a căsătorit cu Brenna Gray.

## Filmografie
- 1999: Welcome to Our Neighborhood
- 2002: Disasterpieces
- 2002: Rollerball
- 2006: Voliminal: Inside the Nine
- 2008: Nine: The Making of "All Hope Is Gone"
- 2008: Behind The Player: Paul Gray
- 2009: Of the (sic): Your Nightmares, Our Dreams
- 2010: (sic)nesses (postmortem)
- 2011: Goat (Iowa DVD) (postmortem)